# سيدني غوتليب
سيدني غوتليب (بالإنجليزية: Sidney Gottlieb)‏ هو كيميائي وطبيب نفسي أمريكي، ولد في 3 أغسطس 1918 في ذا برونكس في الولايات المتحدة، وتوفي في 7 مارس 1999 في مقاطعة واشنغطون في الولايات المتحدة.